# Conservatief vectorveld
Een conservatief of exact vectorveld is een vectorveld dat de gradiënt van een scalair veld is en een scalair veld is een functie {\displaystyle \varphi } op een meerdimensionale ruimte. De waarden die {\displaystyle \varphi } aanneemt zijn scalairen en worden de potentiaal genoemd. Een conservatief vectorveld heeft de eigenschap dat de lijnintegraal van een punt {\displaystyle A} naar een punt {\displaystyle B} onafhankelijk is van het gekozen pad van {\displaystyle A} naar {\displaystyle B}.
Conservatieve vectorvelden spelen een belangrijke rol in de natuurkunde, onder andere in de vorm van de krachten die werken in een gesloten systeem, waarbij dus de energie behouden blijft. Dit maakt het mogelijk de potentiële energie te definiëren onafhankelijk van het gekozen pad.

## Definitie
Een vectorveld {\displaystyle \mathbf {F} :\mathbb {R} ^{n}\to \mathbb {R} ^{n}} heet conservatief, als er een functie
{\displaystyle \varphi :\mathbb {R} ^{n}\to \mathbb {R} }
is, zodanig dat:
{\displaystyle \mathbf {F} =\nabla \varphi }.
Afhankelijk van de toepassing en de conventie wordt ook wel de relatie {\displaystyle \mathbf {F} =-\nabla \varphi } gekozen. De functie {\displaystyle \varphi } wordt een potentiaal van het veld genoemd en is op een constante term na bepaald. De operator {\displaystyle \nabla } of nabla is de gradiënt.

## Stellingen
- Een conservatief vectorveld {\displaystyle \mathbf {F} } is rotatievrij: {\displaystyle \nabla \times \mathbf {F} =\mathbf {0} }
- Als er een gebied is waar een vectorveld rotatievrij en continu differentieerbaar is, dan is het vectorveld in dat gebied conservatief.
- Een lijnintegraal in een conservatief vectorveld is onafhankelijk van de gevolgde weg. Voor elke kromme {\displaystyle {\mathcal {C}}} van het punt {\displaystyle A} naar het punt {\displaystyle B} geldt:

{\displaystyle \int _{\mathcal {C}}\mathbf {F} \cdot \mathrm {d} \varphi =\varphi (B)-\varphi (A)}
- Uit de voorgaande stelling volgt dat een kringintegraal in een enkelvoudig samenhangend gebied van een conservatief vectorveld dat in het beschouwde gebied conservatief is, gelijk is aan 0.
- Noem {\displaystyle F_{i}} de componenten van {\displaystyle \mathbf {F} }. Dan zijn de partiële afgeleiden:

{\displaystyle {\frac {\partial F_{i}}{\partial x_{j}}}\ =\ {\frac {\partial F_{j}}{\partial x_{i}}}}

## Van conservatief vectorveld naar potentiaalfunctie
Gegeven het vectorveld
{\displaystyle {\overrightarrow {F}}\ =\ [2x+z,z,y-3z^{2}+x]}
Dit veld is inderdaad conservatief want
{\displaystyle {\frac {\partial F_{x}}{\partial y}}={\frac {\partial F_{y}}{\partial x}}=0}, {\displaystyle \ {\frac {\partial F_{x}}{\partial z}}={\frac {\partial F_{z}}{\partial x}}=1\ } en {\displaystyle \ {\frac {\partial F_{y}}{\partial z}}={\frac {\partial F_{z}}{\partial y}}=1}
Er bestaat dus een potentiaalfunctie {\displaystyle \varphi (x,y,z)} waarvan {\displaystyle \mathbf {F} } de gradiënt is. Die kan worden berekend aan de hand van de componenten van {\displaystyle \mathbf {F} }, want dat zijn de partiële afgeleiden van {\displaystyle \varphi (x,y,z)}. Te beginnen bijvoorbeeld met de {\displaystyle x}-component:
{\displaystyle \varphi (x,y,z)\ =\ \int F_{x}dx\ =\ x^{2}+xz+\phi (y,z)}
Bij het integreren van {\displaystyle F_{x}} naar {\displaystyle x} moet rekening worden gehouden met termen in {\displaystyle \varphi }, waarin de variabele {\displaystyle x} niet voorkomt, dus die in de component {\displaystyle F_{x}} niet terugkomen. De functie {\displaystyle \phi (y,z)} kan worden gevonden door te eisen dat de partiele afgeleide van {\displaystyle \varphi } naar {\displaystyle y} gelijk is aan {\displaystyle F_{y}}. Dit leidt hier tot:
{\displaystyle {\frac {\partial \phi }{\partial y}}\ =\ z}
zodat
{\displaystyle \phi (y,z)\ =\ yz+\psi (z)}
waar {\displaystyle \psi (z)} een term van {\displaystyle \varphi } is die ook niet afhangt van {\displaystyle y} en waarvan geen spoor in {\displaystyle F_{y}} terug is te vinden. Dus:
{\displaystyle \varphi (x,y,z)\ =\ x^{2}+xz+yz+\psi (z)}
De functie {\displaystyle \psi (z)} kan worden gevonden door de partiële afgeleiden van {\displaystyle \varphi } naar {\displaystyle z} te differentiëren en gelijk aan {\displaystyle F_{z}} te stellen:
{\displaystyle x+y+{\frac {\partial \psi }{\partial z}}\ =\ x+y-3z^{2}}
zodat 
{\displaystyle \psi (z)=-z^{3}\ +\ C}
waarin {\displaystyle C} een willekeurige reële constante is.
Ten slotte:
{\displaystyle \varphi (x,y,z)\ =\ x^{2}+xz+yz-z^{3}+C}
Deze rekenmethode kan ook in vectorruimten  van meer dimensies worden gebruikt of met twee variabelen wanneer de dimensie twee is.